# Lokalbahn Mixnitz–Sankt Erhard

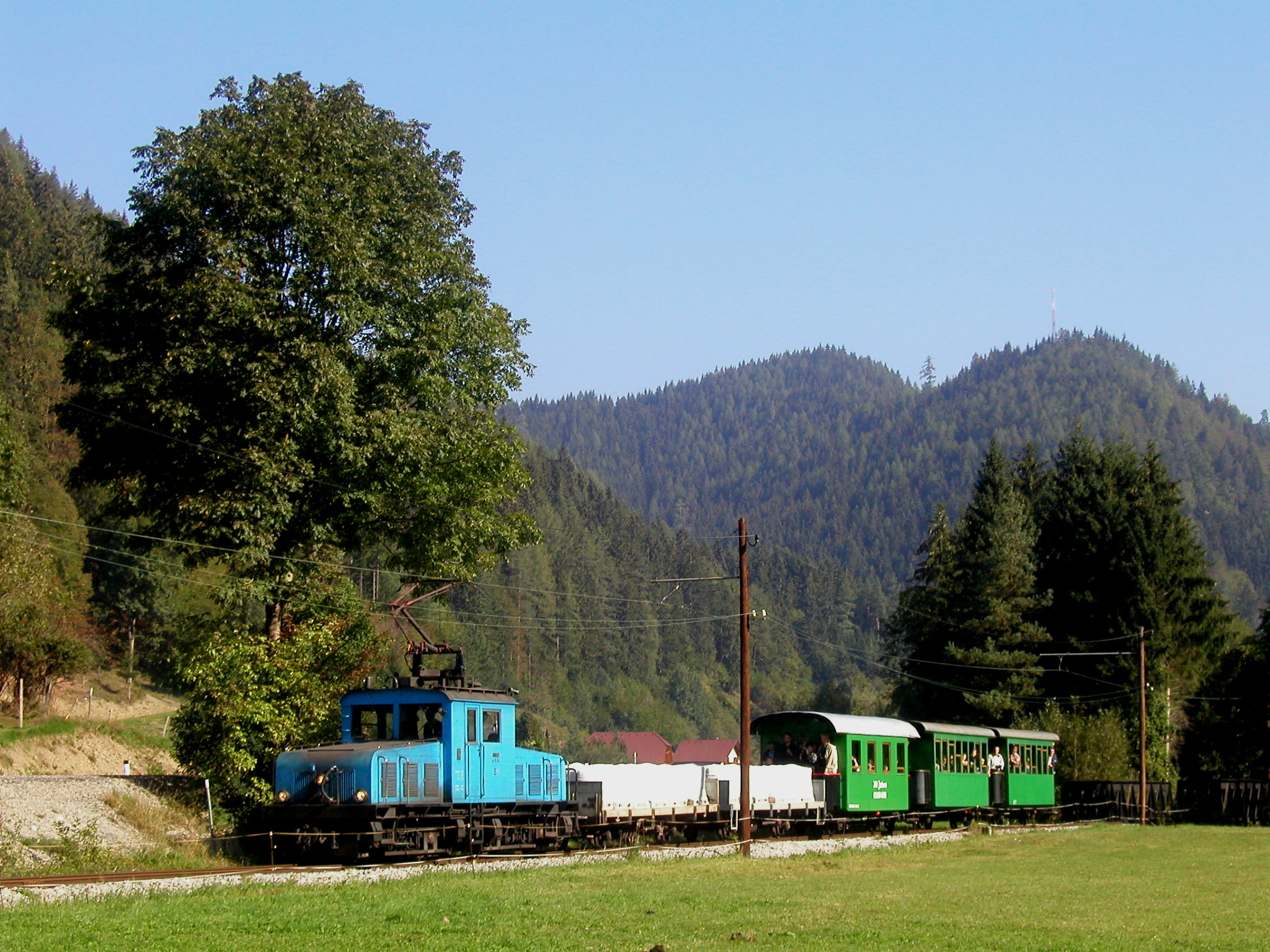
Pociąg pasażersko-towarowy opodal przystanku Mautstatt w 2003

Lokalbahn Mixnitz-Sankt Erhard AG (również Breitenauerbahn) – zelektryfikowana lokalna kolej wąskotorowa, znajdująca się na terenie Styrii (Austria), w Alpach, należąca do koncernu RHI AG i działająca na rzecz zakładu Magnesitwerk Breitenau.
Stacją styczną z linią normalnotorową z Bruck an der Mur do Grazu jest Mixnitz-Bärenschützklamm, położona na wysokości 446 m n.p.m., w dolinie rzeki Mury. Następnie torowiska wąskotorowe biegną równolegle na północ, by po ponad kilometrze odbiec na północny wschód, w dolinę potoku Breitenauer Bach, którą to doliną prowadzą do końcowej stacji w Sankt Erhard. Kolejne przystanki to: Mautstatt (1,4 km), Baumgartwiese (5 km, 512 m n.p.m.), Schafferwerke (7,4 km, 565 m n.p.m.), Magnesitwerk Veitsch-Radex (10,4 km) i Sankt Erhard (10,7 km, 619 m n.p.m.).
Rozstaw szyn wynosi 760 mm, a napięcie w sieci trakcyjnej 800 V. Pierwszy pociąg pasażerski wyruszył na trasę w dniu 12 września 1913.
W 1966 r. ruch pasażerski zlikwidowano, by stopniowo przywracać go (przewozy turystyczne) od 1988 r.
W 2005 r. powódź poważnie uszkodziła trasę kolei, ale zniszczenia zostały naprawione.